# Филатов, Григорий Иванович
Григорий Иванович Филатов (17 ноября 1918 года — 23 марта 2000 года) — помощник командира 146-го истребительного авиационного полка (115-й гвардейский истребительный авиационный полк) по воздушно-стрелковой службе (7-я гвардейская истребительная авиационная дивизия, 2-й истребительный авиационный корпус, 1-я воздушная армия, Западный фронт), гвардии капитан, Герой Советского Союза.

## Биография
Григорий Иванович Филатов родился 17 ноября 1918 года в деревне Новокасмартский Зианчуринского района Башкирии. Русский. Образование 7 классов, окончил школу ФЗУ в городе Нижний Тагил Свердловской области. Работал на вагоностроительном заводе.
Член КПСС с 1942 года.
С 1937 года в рядах Красной Армии. В 1939 году окончил Пермскую военную авиационную школу пилотов.
С июня 1941 года в действующей армии. Сражался на Ленинградском, Волховском и Западном фронтах. С августа 1941 года по май 1943 года служил в 283-м истребительном авиационном полку, летал на И-16 и Як-7; с мая по июль 1943 года — в 146-м ИАП (позднее — 115-й гвардейский ИАП), летал на Як-7; с июня 1944 года по май 1945 года — в Управлении 7-й ГвИАД, летал на Як-9 и Як-3.
К 23 июля 1943 года помощник командира 146-го истребительного авиационного полка по воздушно-стрелковой службе (7-я гвардейская истребительная авиационная дивизия, 2-й истребительный авиационный корпус, 1-я воздушная армия, Западный фронт) старший лейтенант Г. И. Филатов совершил 128 боевых вылетов, в воздушных боях сбил лично 11 и в группе 3 самолёта противника.
31 июля 1943 года в воздушном бою был тяжело ранен и до сентября 1943 года находился в партизанском отряде в районе Смоленска.
2 сентября 1943 года за мужество и воинскую доблесть, проявленные в боях с врагами, удостоен звания Героя Советского Союза.
В 1944 году окончил Высшие курсы усовершенствования офицерского состава и возвратился на фронт. Всего выполнил 136 боевых вылетов, сбил 21 вражеский самолёт.
В 1946 году Гвардии капитан Г. И. Филатов уволился в запас по болезни. Живя в Москве, работал в одном из НИИ.
Умер 23 марта 2000 года. Похоронен в Москве на Митинском кладбище.

## Подвиг
Из наградного листа на Г. И. Филатова: «…В операциях на Калининском и Волховском фронтах по 9 сентября 1942 г. произвёл 116 боевых вылетов, в воздушных боях сбил лично 9 самолётов противника (5 бомбардировщиков и 4 истребителя) и 2 бомбардировщика в группе…
…12 июля 1943 года, выполняя боевое задание по прикрытию наземных войск, в составе 4 ЯК-7б завязал воздушный бой с 6 МЕ-110 4 ME-109 противника. В этом бою тов. Филатов сбил 1 МЕ-110 лично, что подтверждено наземными частями…».

## Награды
- Медаль «Золотая Звезда» Героя Советского Союза (02.09.1943)[2];
- орден Ленина (02.09.1943);
- орден Красного Знамени (20.04.1942)[3];
- орден Отечественной войны 1-й степени (11.03.1985)[4];
- орден Отечественной войны 2-й степени (08.12.1942)[5];
- медали.